# Perarella spongicola
Perarella spongicola är en nässeldjursart som först beskrevs av Ernst Haeckel 1889.  Perarella spongicola ingår i släktet Perarella och familjen Cytaeididae. Inga underarter finns listade i Catalogue of Life.